# ヌメリガサ科
ヌメリガサ科(Hygrophoracea)は担子菌門、真正担子菌綱、ハラタケ目におかれる菌類。伝統的には白色の胞子紋を持つきのこが分類される分類群。英語圏ではwaxy capsやwaxcapsとしても知られている。最も鮮やかで明るい色の菌類もここに分類されている。多くは草地や森、コケの繁茂した場所などに生え、広く北半球に生息している。

## 特徴
英名の"waxy cap"はこの科に分類されるきのこの、薄板のようなひだ、子実体全体の滑った蝋のような感じと様子から命名されたと考えられる。日本名のヌメリガサの所以も、この科に属するきのこ類におけるかさのぬめった感じからきていると考えられる。しかし、この特徴は捉えにくい場合もあり、かさの粘性だけに頼っていると、幾つかの種はここに分類するのだと判断するのが難しい。
かさの裏面に発達するひだの範囲は縁からあり直生からやや垂生である。ひだの間隔は広い。
この科の最も独特の顕微鏡的な特徴は、長い担子器を持つことである。胞子は顕微鏡下では無色で、非アミロイド性を示し、楕円形ないし細長い楕円形で表面は平滑である。かさの表皮構造は、オトメノカサ属(Camarophyllopsis)をのぞいて匍匐性で、オトメノカサ属では子実層状被（構成菌糸が、垂直に立ち上がりつつ並列する）をなしている。多くのものが外生菌根を形成するが、アカヤマタケ属は一般に腐生菌であるとされている。
この科には数種類の属があり、ひだの実質部の菌糸配列のほか、子実体の外観（特に色調）や生態学的地位などによって区別されている。

## 分類
エリーアス・フリースが最初にこのヌメリガサ属を記載したのは1835年のことである。彼はこのときこの属をLimacium、Hygrocybe、Camarophyllusの三つの"tribes"に分けている。この三つの"tribes"は、1871年のパウル・カマー(Paul Kummer)の研究でそれぞれが属のレベルに昇格された。1876年にRozeによってこれらの属をまとめるためにHygrophoresという名が提案され、これがのちにヌメリガサ科になった。
現代の菌学者は、「エリーアス・フリースが定義したヌメリガサ科」に属する種をすべてヌメリガサ属として扱うか、ヌメリガサ属、アカヤマタケ属、オトメノカサ属など幾つかの属に分割するかどうかで判断が分かれている。L. R. HeslerとAlexander H. Smithは前者の立場で研究を行い、ロルフ・シンガー 、マルセル・ボン(Marcel Bon)、デビッド・ボエルトマン(David Boertmann)、アンソニー・
M・ヤング(Anthony M. Young)などは後者に立っている。
J・M・モンカルヴォ(J-M Moncalvo)らによる分子系統学分析 によれば、ChromoseraやChrysomphalinaなどの、子実体に粘性を持たない属がヌメリガサ科に分類されており、いっぽうでNeohygrophorusはヌメリガサ属の中心的な群とは関係が近くないとされる。
近代においても、ヌメリガサ科は多くの菌学者に認められている (シンガー、ボン、ラージェント、ボエルトマン、ヤングなど)。しかしながら、エーフ・アーノルド(Eef Arnolds)とコルネリス・バス(Cornelis Bas)はヌメリガサ科全体をキシメジ科に編入した。幾らかの文献は二次ソースとしてアーノルドとバスの分類を使用し、これは2000年代の初期の一時、菌の命名法に動揺を与えた。
これに対しヤングの2002、2005のレポートではモンカルヴォの分析でヌメリガサ科は多系統的であり、キシメジ科はさらに多系統的であるため分割できる（分割せねばならない）ことを示唆している。このためキシメジ科とヌメリガサ科とを統合することは却って問題を悪化させると評している。ヤングはまた、これら二つの科を一つの科にすることは、胞子紋が白色を呈する菌群を「近視眼的に」一つのグループにまとめるという時代遅れの分類学的処置を続けることだと評している。

## 参考画像

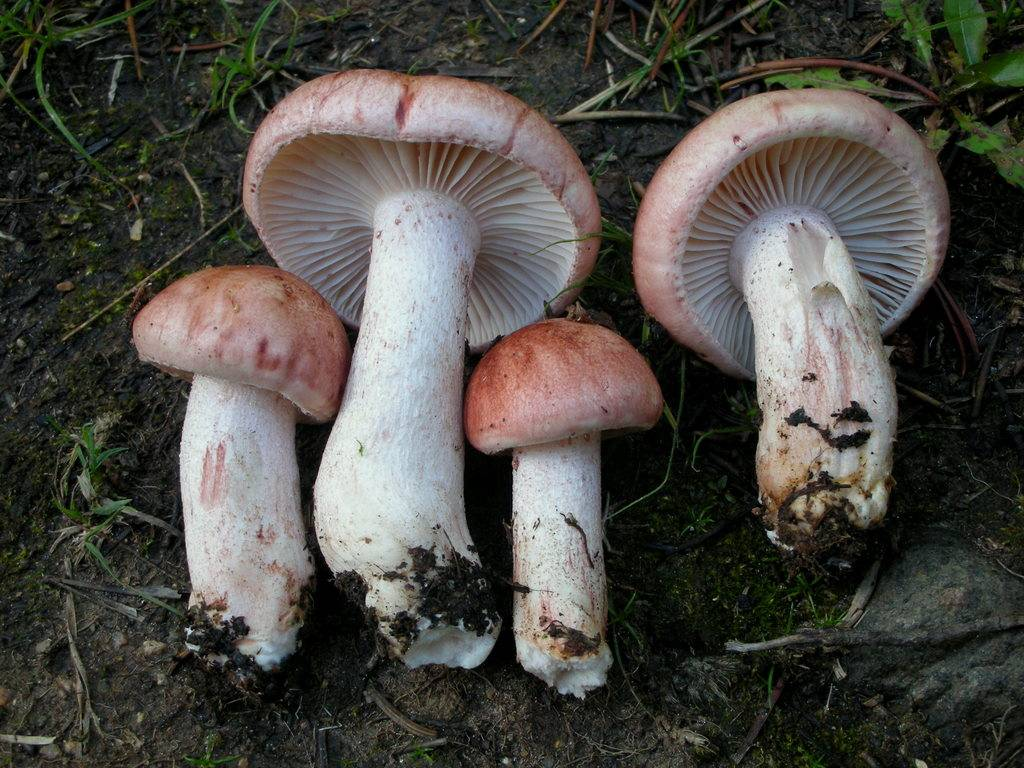
Hygrophorus erubescens
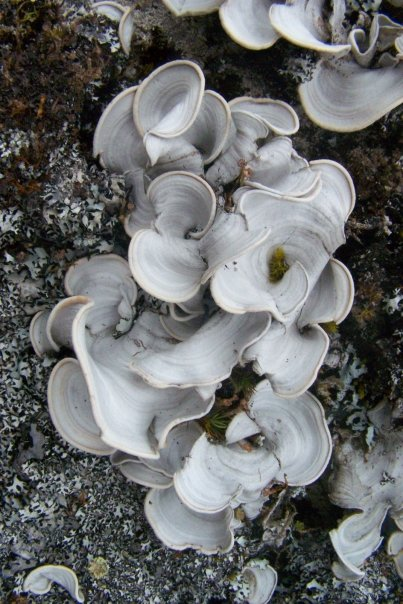
Dictyonema pavonium
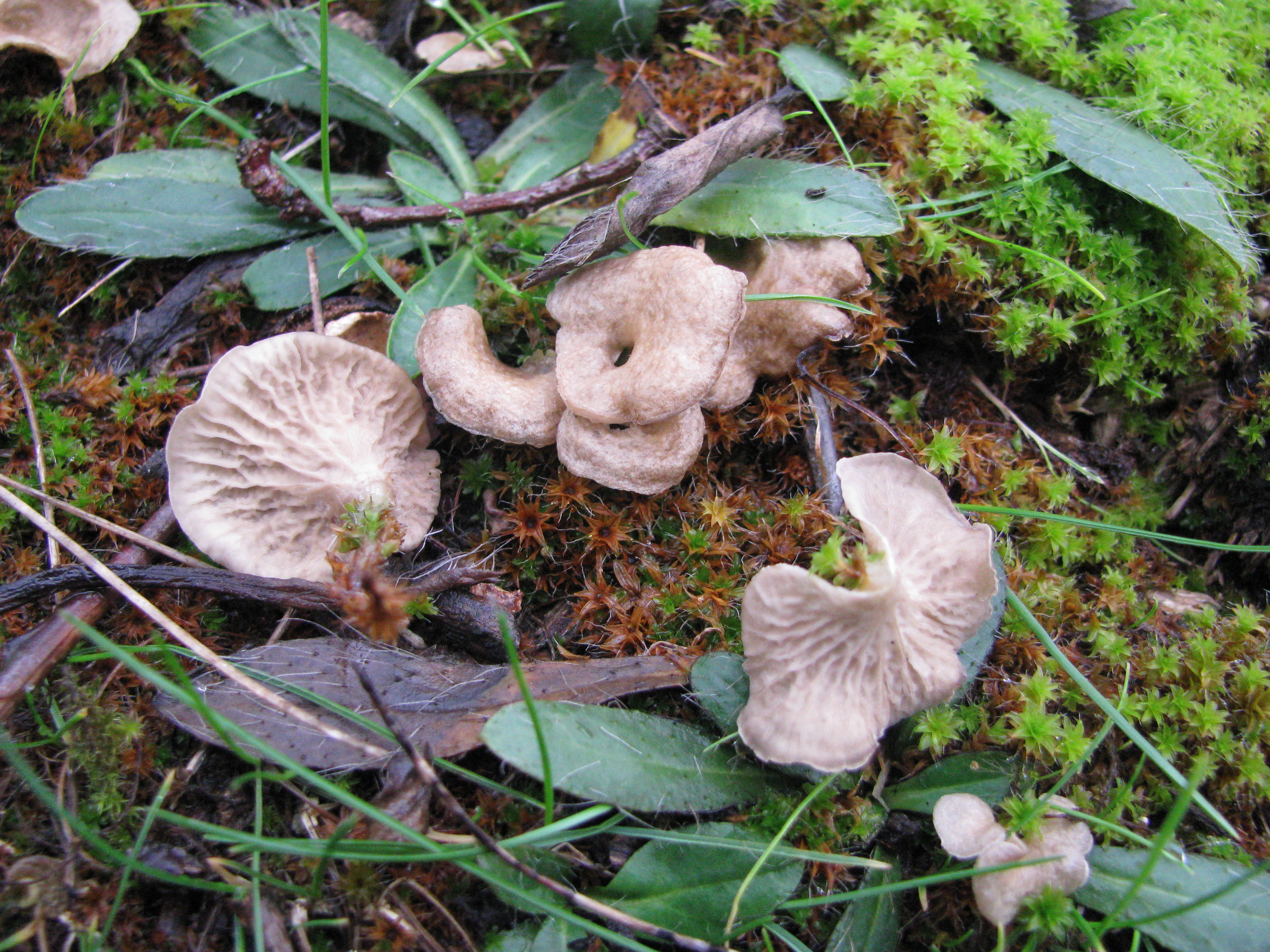
Arrhenia spathulata
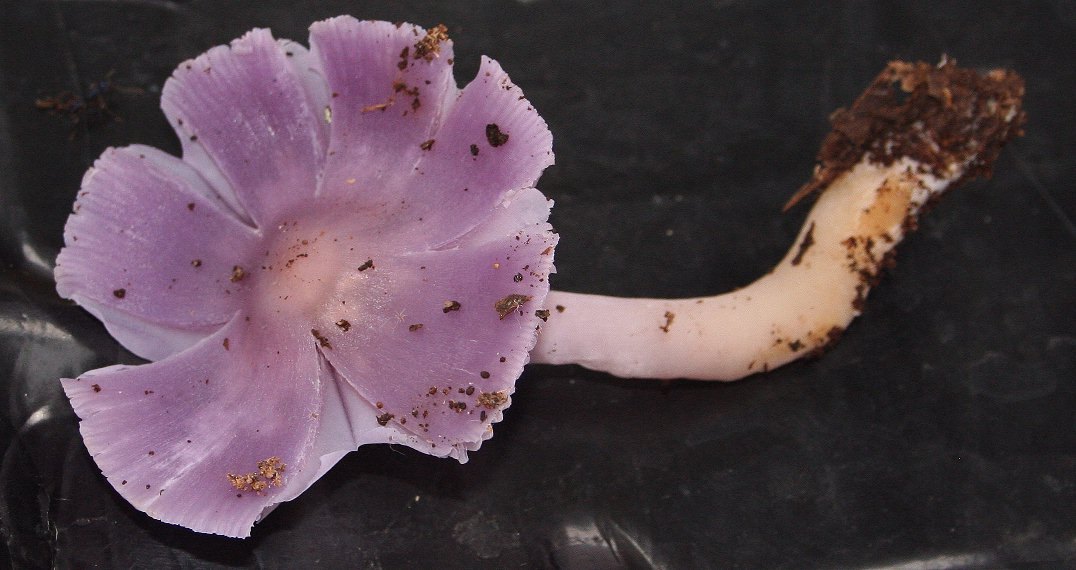
Humidicutis lewelliniae

## 参照
1. 1 2  Hesler LR, Smith AH. (1963). North American species of Hygrophorus. Ann Arbor: University of Michigan Press.
2. 1 2  Singer R. (1958). The Agaricales in modern taxonomy.
3. 1 2  Bon M. (1984). Le genre Cuphophyllus (Donk) st. n. (= Camarophyllus ss. Singer, Kuhner, Clémençon, Moser, etc. non Fr.). Documents Mycologiques 14(56):9–12.
4. 1 2  Boertmann D. (1996). The genus Hygrocybe (Fungi of Northern Europe 1). Copenhagen: Danish Mycological Society. ISBN 8798358111
5. 1 2 3  Young AM. (2005). Fungi of Australia: Hygrophoraceae. Collingwood, AU: CSIRO Publishing. ISBN 0643091955
6. ↑  Moncalvo JM, et al. 2002. One hundred and seventeen clades of euagarics. Archived 2007年10月25日, at the Wayback Machine. Molecular Phylogenetics and Evolution 23:357-400.
7. ↑  Largent DL. (1985). The Agaricales of California 5: Hygrophoraceae. Eureka, CA: Mad River Press. ISBN 0916422542
8. ↑  Arnolds E. (1986)
9. ↑  Bas C. (1990). Tricholomataceae R.Heim ex Pouz. In: Flora Agaricina Neerlandica 2:65. ISBN 9061919711
10. ↑  Kirk PM. (2001). Ainsworth and Bisby's Dictionary of the Fungi (9th ed). Wallingford, UK: CABI Publishing.
11. ↑  Kuo M. (2003). Mushroom taxonomy: The big picture. MushroomExpert.Com (website).
12. ↑  Young AM. (2002) Brief notes on the status of Family Hygrophoraceae Lotsy. Australasian Mycologist 21(3):114–116